# Akella
Akella fue una compañía rusa de software especializada en el desarrollo, publicación y distribución de videojuegos y productos multimedia. Los fundadores de Akella se reunieron en 1993 y decidieron iniciar una empresa en conjunto, y en 1995 formaron Akella. La compañía cuenta con cinco equipos de desarrollo dentro de la empresa, una editorial, un centro de distribución, un equipo de localización y un departamento de aseguramiento de la calidad; en total, unas 300 personas son empleadas por Akella.
La empresa lleva el nombre de un carácter Rudyard Kipling libro de la selva, Akela el lobo, y su logotipo es por tanto un lobo.

## Videojuegos
| Año  | Videojuego                                | Plataforma(s)                                                                            | Desarrolladora             | Publicadora                |
| ---- | ----------------------------------------- | ---------------------------------------------------------------------------------------- | -------------------------- | -------------------------- |
| 2000 | Lobos de Mar                              | Microsoft Windows                                                                        | Akella                     | Bethesda Softworks         |
| 2001 | Age of Sail II                            | Microsoft Windows                                                                        | Akella                     | Bethesda Soft works        |
| 2002 | Privateers Bounty: Age of Sail II         | Microsoft Windows                                                                        | Akella                     | 1C                         |
| 2003 | Pirates del Caribe                        | Microsoft Windows, Xbox                                                                  | Akella                     | Bethesda Softworks and 1C  |
| 2004 | Sabotain: Break the Rules                 | Microsoft Windows                                                                        | Avalon Style Entertainment | Akella                     |
| 2005 | Metalheart: Replicants Rampage            | Microsoft Windows                                                                        | Numlock Software           | DreamCatcher and Akella    |
| 2006 | Evil Days of Luckless John                | Microsoft Windows                                                                        | Centauri Production        | CINEMAX and Akella         |
| 2006 | Tanita: Plasticine Dream                  | Microsoft Windows                                                                        | Trickster Games            | Akella                     |
| 2006 | Age of Pirates: Caribbean Tales           | Microsoft Windows                                                                        | Akella                     | 1C                         |
| 2007 | Tarr Chronicles: Sign of Ghosts           | Microsoft Windows                                                                        | Quazar Studio              | Akella                     |
| 2007 | Galactic Assault: Prisoner of Power       | Microsoft Windows                                                                        | Wargaming.net              | Akella                     |
| 2007 | Inhabited Island: Prisoner of Power       | Microsoft Windows                                                                        | Orion                      | Akella                     |
| 2007 | Hard to be a God (Video Game)             | Microsoft Windows                                                                        | Burut CT                   | Nobilis and Akella         |
| 2007 | Swashbucklers: Blue vs Grey               | Microsoft Windows                                                                        | Akella                     | 1C                         |
| 2007 | Empire above all                          | Microsoft Windows                                                                        | Icehill                    | Akella                     |
| 2007 | Inhabited Island: The Earthling           | Microsoft Windows                                                                        | Step Creative Group        | Akella                     |
| 2007 | Dead Mountaineer's Hotel                  | Microsoft Windows                                                                        | Electronic Paradise        | Akella                     |
| 2009 | A Stroke of Fate                          | Microsoft Windows                                                                        | SPLine                     | Akella                     |
| 2009 | Age of Pirates 2: City of Abandoned Ships | Microsoft Windows                                                                        | Akella                     | Playlogic                  |
| 2009 | PT Boats: Knights of the Sea              | Microsoft Windows                                                                        | Akella                     | Battlefront.com and Akella |
| 2010 | Disciples III: Renaissance                | Microsoft Windows                                                                        | .dat                       | Kalypso Media and Akella   |
| 2010 | PT Boats: South Gambit                    | Microsoft Windows                                                                        | Akella                     | Battlefront.com and Akella |
| 2011 | Disciples III: Resurrection               | Microsoft Windows                                                                        | .dat                       | Akella                     |
| 2011 | Postal 3                                  | Microsoft Windows, Estas versiones fueron canceladas Xbox 360, PlayStation 3, Mac, Linux | TM Studios                 | Akella                     |

## Amenaza de bancarrota
En 2012, a la empresa "Akella" había sido demandado por el pago de unos 200 millones de rublos. La mayor demanda exigiendo el pago de una deuda de 151,7 millones de rublos presentó "La construcción naval Banco".
En una entrevista con "Marker" dijo que "si el banco no es capaz de resolver el problema a través de medios pacíficos, es posible que la compañía presentara a la corte la quiebra".
Al hablar de las razones de las dificultades de la empresa, en la misma entrevista, el vicepresidente "Akella" explicó que "las dificultades financieras de la empresa comenzaron en 2008 debido a la crisis mundial, el movimiento de grandes sectores minoristas del juego en línea y la decisión de lanzar el juego Postal III".
Sin embargo, el 25 de octubre de 2012 la compañía había encontrado una manera de pagar: a cuenta de pago de la deuda por un monto de 151 millones de rublos. Security Bank recibió de "Akella" una serie de activos centrales, incluyendo discos con juegos de ordenador. La demanda se retiró.